# Grochowo Drugie
Grochowo Drugie – osada w Polsce położona w województwie pomorskim, w powiecie nowodworskim, w gminie Sztutowo na obszarze Żuław Wiślanych nad Wisłą Królewiecką. Wieś wchodzi w skład sołectwa Sztutowo. 
W latach 1975–1998 miejscowość administracyjnie należała do województwa elbląskiego.
Inne miejscowości o nazwie Grochowo: Grochowo Pierwsze, Grochowo Trzecie, Grochowo